# リアプノフ指数

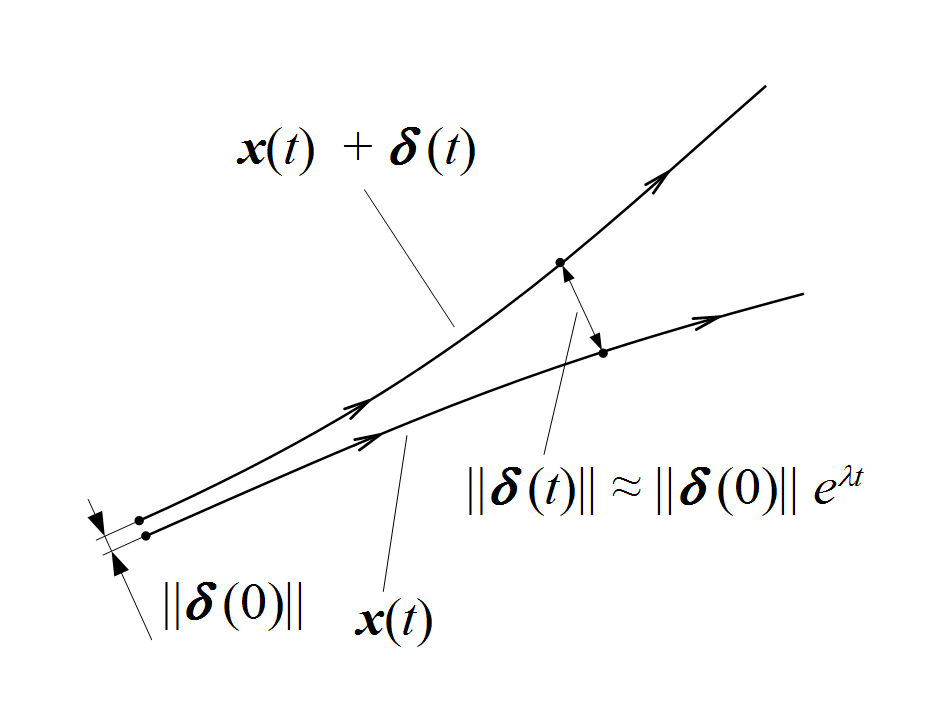
離れていく2つの軌道とリアプノフ指数の関係

リアプノフ指数（リアプノフしすう、英: Lyapunov exponent）とは、力学系においてごく接近した軌道が離れていく度合いを表す量である。リャプノフ指数とも表記される。ロシア人科学者 Алекса́ндр Ляпуно́в（アレクサンドル・リプノーフ、Aleksandr Lyapunov）にその名をちなむ。
系の相空間上の2つの軌道について考える。2つの軌道上の時刻 t における点の距離をベクトル δ(t) として、初期状態 t = 0 には、これらの軌道は距離 δ(0) だけ離れているとする。δ(t) を近似的に次のように表す。
{\displaystyle \|{\boldsymbol {\delta }}(t)\|\approx \|{\boldsymbol {\delta }}(0)\|e^{\lambda t}}
ここで{\displaystyle \|\cdot \|} はユークリッドノルムを意味する。上式で λ > 0 の場合は軌道は離れていき、 λ < 0 の場合は軌道は近づいていく。よって、軌道が離れていく度合いは λ の値により決定される。この  λ がリアプノフ指数である。軌道がカオス的であるとき、上式のように軌道は指数関数的に離れていく。すなわち、リアプノフ指数が正であることが軌道がカオス的であることの1つの定義とされる。
より詳細には、系の状態変数が k 個（k > 1）の場合、すなわち相空間が k 次元である場合は各次元ごとに固有のリアプノフ指数を持つ。これらのリアプノフ指数の組をリアプノフスペクトラムと呼び、そのうちの最大のリアプノフ指数を最大リアプノフ指数と呼ぶ。各々のリアプノフ指数を見れば正であったり負であったりするが、最大リアプノフ指数が正であれば、その系はカオスの特徴の1つである初期値鋭敏性を持つといえる。

## 1次元離散時間力学系のリアプノフ指数
まず、単純な1次元離散力学系の場合のリアプノフ指数について説明する。{\displaystyle x\in \mathbb {R} }を系の状態変数、{\displaystyle n\in \mathbb {N} }を離散時間としたとき（ここでは{\displaystyle \mathbb {N} }は0を含む）、 写像 xn+1 = f(xn) のリアプノフ指数 λ は次のように定義される。
{\displaystyle \lambda =\lim _{n\to \infty }{\frac {1}{n}}\sum _{i=0}^{n-1}\ln |f'(x_{i})|}
ここで、ln は自然対数を意味する。上式は次のように導入される。
初期位置を x0 とする。さらに、x0 からの微小量 λ0 ずれた点 x0 + λ0 を考える。リアプノフ指数では x0 から出発する軌道と x0 + λ0 から出発する軌道がどれだけ離れていくかを定義したい。ずれは時間発展とともに変化していくと考えられるので、時刻 n におけるずれを λn で表す。n = 1 でのずれは{\displaystyle \delta _{1}=f(x_{0}+\delta _{0})-f(x_{0})}となり、n = n でのずれも同様に、{\displaystyle \delta _{n}=f^{n}(x_{0}+\delta _{0})-f^{n}(x_{0})}と得られる。ここで、fn(x)は f(x)の n 回反復写像を表す。
本記事の冒頭で定義したように、λn が n に指数関数的に比例するとして、
{\displaystyle |\delta _{n}|=|\delta _{0}|e^{\lambda n}}
と表す。両辺の自然対数をとると、
{\displaystyle \lambda ={\frac {1}{n}}\ln \left|{\frac {\delta _{n}}{\delta _{0}}}\right\vert }
が得られる。ただし、初期のずれ量 λ0 は微小量としたが、実際にはリアプノフ指数は初期のずれ量を無限小とした λ0 → 0 の極限値で定義される。よって、上式は
{\displaystyle \lambda ={\frac {1}{n}}\ln \left|\lim _{\delta _{0}\to 0}{\frac {\delta _{n}}{\delta _{0}}}\right\vert }
となる。上式の絶対値の中身に注目すると、
{\displaystyle \lim _{\delta _{0}\to 0}{\frac {\delta _{n}}{\delta _{0}}}=\lim _{\delta _{0}\to 0}{\frac {f^{n}(x_{0}+\delta _{0})-f^{n}(x_{0})}{\delta _{0}}}=(f^{n})'(x_{0})=\prod _{i=0}^{n-1}f'(x_{i})}
とできる。ここで (f n)'(x) は、fn(x) の微分を意味する。{\displaystyle \prod }は総乗を意味し、最右辺は合成関数の微分の連鎖律により得ることができる。よって、
{\displaystyle \lambda ={\frac {1}{n}}\ln \left|\prod _{i=0}^{n-1}f'(x_{i})\right\vert ={\frac {1}{n}}\sum _{i=0}^{n-1}\ln \left|f'(x_{i})\right\vert }
となる。さらに上式において n → ∞ とした極限値が存在するとき、その極限値を初期値 x0 から出発する軌道のリアプノフ指数と呼ぶ。
{\displaystyle \lambda =\lim _{n\to \infty }{\frac {1}{n}}\sum _{i=0}^{n-1}\ln |f'(x_{i})|}
1968年に発表されたValery Oseledecの多重エルゴード定理により、n → ∞ の極限値が存在すること、ほとんどすべての初期値 x0 で λ は同じ値に収束することが証明されている。対象とする力学系のアトラクターの吸引域内の初期値であれば、全ての初期値で同じ λ の値に収束する。

## 高次元力学系のリアプノフ指数
力学系が k 次元の相空間を持つ高次元力学系の場合、各方向に別々のリアプノフ指数が存在する。すなわち高次元力学系であれば、軌道のずれは、ある方向には離れていくが、別の方向では縮まっていく状況がありえる。よって k 個のリアプノフ指数を得ることができる。このような k 個のリアプノフ指数の組を、リアプノフスペクトラム（英: Lyapunov spectrum）と呼ぶ。
{\displaystyle \lambda _{i}=\{\lambda _{1},\lambda _{2},\cdots ,\lambda _{k}\}}
リアプノフスペクトラムでは一般に λ1 から値が大きい順に並べる。最大値である λ1 を、特に最大リアプノフ指数（英: maximal Lyapunov exponent, maximum Lyapunov exponent）と呼ぶ。記事冒頭で述べたように、相空間上の2つの軌道上の時刻 t における点の間の距離、すなわちずれを δ(t) とする。リアプノフスペクトラム λi は以下のように定義される。
{\displaystyle \lambda _{i}=\lim _{t\to \infty }{\frac {1}{t}}\ln \alpha _{i}\quad (i=1,2,\cdots ,k)}
一般に λi は初期値 x(0) に依存する。しかし1次元離散力学系の場合と同様に、ほとんどすべての初期位置 x0 から同一の λi を得ることができる。λi の定義式にある αi は、次式で定義される k × k 正定値行列 Λ の固有値である。
{\displaystyle {\boldsymbol {\Lambda }}=({\boldsymbol {M}}^{T}{\boldsymbol {M}})^{\frac {1}{2t}}}
さらに M は、δ(t) の解を次の形式で表したときの δ(0) に対する乗数として得られる。
{\displaystyle {\boldsymbol {\delta }}(t)={\boldsymbol {M}}{\boldsymbol {\delta }}(0)}
系が連続力学系の場合、 k 個の状態変数 {x1, x2, ..., xk}、常微分方程式 {f1, f2, ..., fk} から成る常微分方程式系{\displaystyle {\frac {d{\boldsymbol {x}}}{dt}}={\boldsymbol {f}}(t,{\boldsymbol {x}})}が与えられる。f が線形近似可能な場合、f のヤコビ行列を用いて、
{\displaystyle {\frac {d{\boldsymbol {\delta }}(t)}{dt}}={\boldsymbol {J}}{\boldsymbol {\delta }}(t)}
と表すことができる。また、系が離散力学系の場合、 k 個の状態変数、常差分方程式から成る差分方程式系 x(t + 1) = f(x(t))が与えられる。同じく、差分方程式系 f が線形近似可能な場合、f のヤコビ行列を用いて、
{\displaystyle {\boldsymbol {\delta }}(t+1)={\boldsymbol {J}}{\boldsymbol {\delta }}(t)}
と表すことができる。ここに、J は以下に示すようなヤコビ行列による線形写像で、軌道 x(t) に依存し、すなわち初期値 x(0)、時間 t に依存して変化する。
{\displaystyle {\boldsymbol {J}}={\begin{pmatrix}{\cfrac {\partial f_{1}}{\partial x_{1}}}&\cdots &{\cfrac {\partial f_{1}}{\partial x_{k}}}\\\vdots &\ddots &\vdots \\{\cfrac {\partial f_{k}}{\partial x_{1}}}&\cdots &{\cfrac {\partial f_{k}}{\partial x_{k}}}\end{pmatrix}}}
常微分方程式系の場合は、{\displaystyle {\frac {d{\boldsymbol {\delta }}}{dt}}={\boldsymbol {J}}(t){\boldsymbol {\delta }}}を解いて{\displaystyle {\boldsymbol {\delta }}(t)={\boldsymbol {M}}{\boldsymbol {\delta }}(0)}を得ることで、上記の定義で出てきた正方行列 M を得ることができる。差分方程式系の場合は、J を t 回繰り返し適用することで次のような δ(t) と δ(0) の関係式で書き表すことできるので、M は Jn の 0 から t − 1 までの総乗として得ることができる。
{\displaystyle {\boldsymbol {\delta }}(t)={\boldsymbol {J}}(t-1){\boldsymbol {J}}(t-2)\cdots {\boldsymbol {J}}(0){\boldsymbol {\delta }}(0)={\boldsymbol {M}}{\boldsymbol {\delta }}(0)}

## 単位
対数の底に 2 を使用して計算した場合には、ビット/時間を単位として使用することがある。
これは、λ > 0 の場合、単位時間あたりλビットの情報が失われ、λ < 0 の場合λビットの情報が生成することに相当する。

## 基本特性
保存系の場合、相空間の全エネルギーは保存される。従って全リアプノフ指数の総和はゼロになる。散逸系ではリアプノフ指数の総和は負になる。
力学系が何らかの流れである場合、1つのリアプノフ指数は常にゼロとなる。つまり、流れの方向の固有ベクトルに対応する固有値から得られるリアプノフ指数がゼロになる。
Pesin's theorem によれば、正のリアプノフ指数の総和はコルモゴロフ・シナイ・エントロピー（Kolmogorov-Sinai entropy）の近似値を与える。
最大リアプノフ指数の逆数を「リアプノフ時間; Lyapunov time」と呼ぶことがあり、e-folding time の特性を定義する。カオス的軌道ではリアプノフ時間は有限であり、正規の軌道では無限大となる。

## リアプノフ次元
軌道がカオス的振る舞いをみせるストレンジアトラクターは、フラクタル構造を持つことが多い。このようなアトラクターのフラクタル次元とリアプノフスペクトラムの間には関係が存在する。アトラクターのリアプノフスペクトラムが得られたとして、その各リアプノフ指数 λi がそれらの値の大きさで降順に並べられているとしたとき、次のようなフラクタル次元の一種 DL が定義される。
{\displaystyle D_{L}=j+{\frac {\xi _{j}}{|\lambda _{j+1}|}}\quad (j<k)}
ここで、 ξj は、
{\displaystyle \xi _{j}=\sum _{i=1}^{j}\lambda _{i}}
であり、j は  ξj が負にならない最大値、すなわち、リアプノフ指数を λ1 + λ2 + λ3 ...と順に足していったときに、その総和が負となる直前における、足し合わせたリアプノフ指数の個数である。ξj ≥ 0 を満たす j が存在しないときは、DL = 0、系の次元数 k と j が一致する場合は、DL = k とする。
このように定義されたフラクタル次元 DL は、リアプノフ次元 （英: Lyapunov dimension）と呼ばれる。リアプノフ次元は、James L. KaplanとJames A. Yorkeにより1979年に提案された。そのためカプラン・ヨーク次元（英: Kaplan–Yorke dimension）とも呼ばれ、記号 DKY とも記される。
上式で定義されるリアプノフ次元は、フラクタル次元の1つである容量次元の考え方をもとにして、次のように導入される。リアプノフ指数の総和は相空間内の k 次元の体積要素の体積変化率を与えるので、同様に部分和である  ξj から、j 次元までの体積要素は拡大するが、j + 1 次元以上の体積要素は縮小することになる。そのため、アトラクタを収めるためには少なくとも j 次元は必要で、考えられるフラクタル次元の下限を与えている。一方で、j + 1 次元は考えられるフラクタル次元の上限といえる。k 次元相空間上の一辺が d の立方体は、時間発展により各辺 exp(λ1t), exp(λ2t), exp(λ3t),... の直方体に写像される。ここで、１辺の長さ ε が、
{\displaystyle \epsilon =d\exp(\lambda _{j+1}t)}
である j + 1 次元立方体の箱を考え、容量次元と同じように、ストレンジアトラクタの不変集合をこの箱を何個も当てながら全体を覆うことを考える。このとき、覆うのに必要な箱の数 N は、
{\displaystyle N=\exp \left[(\lambda _{1}-\lambda _{j+1})t\right]\times \exp \left[(\lambda _{2}-\lambda _{j+1})t\right]\times \cdots \times \exp \left[(\lambda _{j}-\lambda _{j+1})t\right]}
と推論できる。よって、容量次元と同様の定義から、
{\displaystyle \lim _{\epsilon \to 0}{\frac {\ln N}{\ln(1/\epsilon )}}\approx \lim _{d\to 0}{\frac {(-j\lambda _{j+1}+\lambda _{1}+\lambda _{2}+\lambda _{3}+\cdots +\lambda _{j})t}{-\lambda _{j+1}t-\ln d}}=j+{\frac {\lambda _{1}+\lambda _{2}+\lambda _{3}+\cdots +\lambda _{j}}{-\lambda _{j+1}}}}
となり、j の定義より −λj + 1 = |λj + 1| なので、リアプノフ次元の定義
{\displaystyle D_{L}=j+{\frac {\lambda _{1}+\lambda _{2}+\lambda _{3}+\cdots +\lambda _{j}}{|\lambda _{j+1}|}}}
を得ることができる。
他のフラクタル次元と比較したリアプノフ次元の利点は、リアプノフスペクトラムさえ得ることができれば簡単に計算可能なことである。また、リアプノフ次元は系の情報量次元の上限を表している。